# Xã Clinton, Quận Sac, Iowa
Xã Clinton (tiếng Anh: Clinton Township) là một xã thuộc quận Sac, tiểu bang Iowa, Hoa Kỳ. Năm 2010, dân số của xã này là 175 người.